# US Open-mesterskabet i herredouble 2019
US Open-mesterskabet i herredouble 2019 var den 139. turnering om US Open-mesterskabet i herredouble. Turneringen var en del af US Open 2019 og blev spillet i USTA Billie Jean King National Tennis Center i New York City, USA i perioden 29. august - 6. september 2019.
Mesterskabet blev vundet af Juan Sebastián Cabal og Robert Farah, som dermed blev det første rent sydamerikanske par, der vandt US Open-mesterskabet i herredouble. Det colombianske par havde et par måneder forinden vundet deres første grand slam-titel ved Wimbledon-mesterskaberne, og det var blot anden gang siden 2003 og niende gang i den åbne æra, at et par formåde at vinde både Wimbledon- og US Open-mesterskabet i samme sæson. I finalen vandt Cabal og Farah med 6−4, 7−5 over Marcel Granollers og Horacio Zeballos på en time og 31 minutter i en kamp, der blev spillet under skydetaget på Arthur Ashe Stadium. Colombianerne sikrede sig dermed deres femte turneringssejr i 2019 og den 16. turneringssejr i alt på tour-niveau. Granollers og Zeballos spillede blot deres anden turnering som makkere, efter at de nogle uger forinden havde indledt deres samarbejde med at vinde Canada Masters 2019. Granollers var den eneste af de fire finalister, der tidligere havde været i US Open-finalen i herredouble, idet han i 2014 med Marc López som makker tabte finalen til Bob og Mike Bryan.
Det var syvende gang i træk, at en grand slam-titel i herredouble blev vundet af et par bestående af to spillere fra samme land.

## Pengepræmier og ranglistepoint
Den samlede præmiesum til spillerne i herredouble androg $ 3.248.000 (ekskl. per diem), hvilket var en stigning på 5,8 % i forhold til året før.
| Resultat               | Pengepræmier | Pengepræmier | Ændring ift. 2018 | ATP-point |
| Resultat               | Pr. par      | Total        | Ændring ift. 2018 | ATP-point |
| ---------------------- | ------------ | ------------ | ----------------- | --------- |
| Vindere (1)            | $ 740.000    | $ 740.000    | +5,7 %            | 2.000     |
| Finalister (1)         | $ 370.000    | $ 370.000    | +5,7 %            | 1.200     |
| Semifinalister (2)     | $ 175.000    | $ 350.000    | +5,2 %            | 720       |
| Kvartfinalister (4)    | $ 91.000     | $ 364.000    | +6,7 %            | 360       |
| Tabere i 3. runde (8)  | $ 50.000     | $ 400.000    | +7,4 %            | 180       |
| Tabere i 2. runde (16) | $ 30.000     | $ 480.000    | +7,6 %            | 90        |
| Tabere i 1. runde (32) | $ 17.000     | $ 544.000    | +3,0 %            | 0         |
| Samlet præmiesum       | -            | $ 3.248.000  | +5,8 %            | -         |

## Turnering

### Deltagere
Hovedturneringen havde deltagelse af 64 par, der var fordelt på:
- 57 direkte kvalificerede par i form af deres ranglisteplacering.
- 7 par, der har modtaget et wildcard.

#### Seedede par
De 16 bedst placerede af parrene på ATP's verdensrangliste blev seedet:
| Seedning | Rang. | Spillere                            | Resultat     |
| -------- | ----- | ----------------------------------- | ------------ |
| 1        | 2     | Juan Sebastián Cabal Robert Farah   | Mestre       |
| 2        | 9     | Łukasz Kubot Marcelo Melo           | Tredje runde |
| 3        | 17    | Raven Klaasen Michael Venus         | Anden runde  |
| 4        | 25    | Pierre-Hugues Herbert Nicolas Mahut | Første runde |
| 5        | 25    | Jean-Julien Rojer Horia Tecău       | Første runde |
| 6        | 30    | Mate Pavić Bruno Soares             | Anden runde  |
| 7        | 32    | Bob Bryan Mike Bryan                | Tredje runde |
| 8        | 34    | Marcel Granollers Horacio Zeballos  | Finale       |
| 9        | 42    | Nikola Mektić Franko Škugor         | Anden runde  |
| 10       | 43    | Rajeev Ram Joe Salisbury            | Tredje runde |
| 11       | 45    | Ivan Dodig Filip Polášek            | Første runde |
| 12       | 47    | Kevin Krawietz Andreas Mies         | Semifinale   |
| 13       | 51    | Robin Haase Wesley Koolhof          | Tredje runde |
| 14       | 54    | Henri Kontinen John Peers           | Anden runde  |
| 15       | 57    | Jamie Murray Neal Skupski           | Semifinale   |
| 16       | 58    | Oliver Marach Jürgen Melzer         | Kvartfinale  |

#### Wildcards
Syv par modtog et wildcard til hovedturneringen.
| Par                               | Resultat     |
| --------------------------------- | ------------ |
| Maxime Cressy Keegan Smith        | Første runde |
| Martin Damm Toby Kodat            | Anden runde  |
| Robert Galloway Nathaniel Lammons | Første runde |
| Evan King Hunter Reese            | Anden runde  |
| Thai-Son Kwiatkowski Noah Rubin   | Første runde |
| Mitchell Krueger Tim Smyczek      | Første runde |
| Nicholas Monroe Tennys Sandgren   | Første runde |

### Resultater

#### Kvartfinaler, semifinaler og finale
| Juan Sebastián Cabal |
| Robert Farah         |

| Luke Bambridge |
| Ben McLachlan  |

| Juan Sebastián Cabal |
| Robert Farah         |

| Jamie Murray |
| Neal Skupski |

| Jamie Murray |
| Neal Skupski |

| Jack Sock       |
| Jackson Withrow |

| Juan Sebastián Cabal |
| Robert Farah         |

| Marcel Granollers |
| Horacio Zeballos  |

| Marcel Granollers |
| Horacio Zeballos  |

| Oliver Marach |
| Jürgen Melzer |

| Marcel Granollers |
| Horacio Zeballos  |

| Kevin Krawietz |
| Andreas Mies   |

| Kevin Krawietz |
| Andreas Mies   |

| Leonardo Mayer |
| João Sousa     |

#### Første, anden og tredje runde
| Juan Sebastián Cabal |
| Robert Farah         |

| Pablo Cuevas  |
| Steve Johnson |

| Juan Sebastián Cabal |
| Robert Farah         |

| Dan Evans      |
| Cameron Norrie |

| Dan Evans      |
| Cameron Norrie |

| Tim Pütz           |
| Jan-Lennard Struff |

| Juan Sebastián Cabal |
| Robert Farah         |

| Pablo Carreño Busta |
| Feliciano López     |

| Robin Haase    |
| Wesley Koolhof |

| Hsieh Cheng-Peng    |
| Christopher Rungkat |

| Pablo Carreño Busta |
| Feliciano López     |

| Roman Jebavý     |
| Matwé Middelkoop |

| Robin Haase    |
| Wesley Koolhof |

| Robin Haase    |
| Wesley Koolhof |

| Nikola Mektić |
| Franko Škugor |

| John-Patrick Smith |
| Jordan Thompson    |

| Nikola Mektić |
| Franko Škugor |

| Luke Bambridge |
| Ben McLachlan  |

| Luke Bambridge |
| Ben McLachlan  |

| Thai-Son Kwiatkowski |
| Noah Rubin           |

| Luke Bambridge |
| Ben McLachlan  |

| Nicholas Monroe |
| Tennys Sandgren |

| Jérémy Chardy  |
| Fabrice Martin |

| Radu Albot   |
| Malek Jaziri |

| Radu Albot   |
| Malek Jaziri |

| Jérémy Chardy  |
| Fabrice Martin |

| Jérémy Chardy  |
| Fabrice Martin |

| Jean-Julien Rojer |
| Horia Tecău       |

| Pierre-Hugues Herbert |
| Nicolas Mahut         |

| Rohan Bopanna    |
| Denis Shapovalov |

| Rohan Bopanna    |
| Denis Shapovalov |

| Marco Cecchinato |
| Andreas Seppi    |

| Marco Cecchinato |
| Andreas Seppi    |

| Pablo Andújar     |
| Fernando Verdasco |

| Rohan Bopanna    |
| Denis Shapovalov |

| Ričardas Berankis    |
| Juan Ignacio Londero |

| Jamie Murray |
| Neal Skupski |

| Maxime Cressy |
| Keegan Smith  |

| Ričardas Berankis    |
| Juan Ignacio Londero |

| Robert Galloway   |
| Nathaniel Lammons |

| Jamie Murray |
| Neal Skupski |

| Jamie Murray |
| Neal Skupski |

| Ivan Dodig    |
| Filip Polášek |

| Jack Sock       |
| Jackson Withrow |

| Jack Sock       |
| Jackson Withrow |

| Austin Krajicek        |
| Édouard Roger-Vasselin |

| Austin Krajicek        |
| Édouard Roger-Vasselin |

| Laslo Đere       |
| Janko Tipsarević |

| Jack Sock       |
| Jackson Withrow |

| Hugo Nys     |
| Divij Sharan |

| Bob Bryan  |
| Mike Bryan |

| Roberto Carballés Baena |
| Federico Delbonis       |

| Roberto Carballés Baena |
| Federico Delbonis       |

| Hubert Kurkacz |
| Vasek Pospisil |

| Bob Bryan  |
| Mike Bryan |

| Bob Bryan  |
| Mike Bryan |

| Marcel Granollers |
| Horacio Zeballos  |

| Sander Gillé  |
| Joran Vliegen |

| Marcel Granollers |
| Horacio Zeballos  |

| Aleksandr Bublik |
| John Millman     |

| Evan King    |
| Hunter Reese |

| Evan King    |
| Hunter Reese |

| Marcel Granollers |
| Horacio Zeballos  |

| Guido Pella       |
| Diego Schwartzman |

| Rajeev Ram    |
| Joe Salisbury |

| Alex de Minaur |
| Matt Reid      |

| Alex de Minaur |
| Matt Reid      |

| Ryan Harrison |
| Sam Querrey   |

| Rajeev Ram    |
| Joe Salisbury |

| Rajeev Ram    |
| Joe Salisbury |

| Oliver Marach |
| Jürgen Melzer |

| Mikhail Kukusjkin |
| Andrej Rublev     |

| Oliver Marach |
| Jürgen Melzer |

| Marcus Daniell |
| Ken Skupski    |

| Marius Copil |
| Nick Kyrgios |

| Marius Copil |
| Nick Kyrgios |

| Oliver Marach |
| Jürgen Melzer |

| Guillermo Durán |
| Leander Paes    |

| Miomir Kecmanović |
| Casper Ruud       |

| Miomir Kecmanović |
| Casper Ruud       |

| Miomir Kecmanović |
| Casper Ruud       |

| Adrian Mannarino |
| Gilles Simon     |

| Raven Klaasen |
| Michael Venus |

| Raven Klaasen |
| Michael Venus |

| Mate Pavić   |
| Bruno Soares |

| Cristian Garín |
| Nicolás Jarry  |

| Mate Pavić   |
| Bruno Soares |

| Marcelo Arévalo |
| Jonny O'Mara    |

| Marcelo Arévalo |
| Jonny O'Mara    |

| Benoît Paire  |
| Mischa Zverev |

| Marcelo Arévalo |
| Jonny O'Mara    |

| Mitchell Krueger |
| Tim Smyczek      |

| Kevin Krawietz |
| Andreas Mies   |

| Martin Damm |
| Toby Kodat  |

| Martin Damm |
| Toby Kodat  |

| Marcelo Demoliner |
| Dominic Inglot    |

| Kevin Krawietz |
| Andreas Mies   |

| Kevin Krawietz |
| Andreas Mies   |

| Henri Kontinen |
| John Peers     |

| Santiago González    |
| Aisam-ul-Haq Qureshi |

| Henri Kontinen |
| John Peers     |

| András Molteni |
| Igor Zelenay   |

| Leonardo Mayer |
| João Sousa     |

| Leonardo Mayer |
| João Sousa     |

| Leonardo Mayer |
| João Sousa     |

| Jozef Kovalík        |
| Albert Ramos Viñolas |

| Łukasz Kubot |
| Marcelo Melo |

| Robert Lindstedt |
| Philipp Oswald   |

| Jozef Kovalík        |
| Albert Ramos Viñolas |

| Denys Moltjanov |
| Artem Sitak     |

| Łukasz Kubot |
| Marcelo Melo |

| Łukasz Kubot |
| Marcelo Melo |